# Іст-Палатка (Флорида)
Іст-Палатка (англ. East Palatka) — переписна місцевість (CDP) в США, в окрузі Патнем штату Флорида. Населення — 1573 особи (2020).

## Географія
Іст-Палатка розташований за координатами 29°38′59″ пн. ш. 81°35′49″ зх. д. / 29.64972° пн. ш. 81.59694° зх. д. (29.649647, -81.596926).  За даними Бюро перепису населення США в 2010 році переписна місцевість мала площу 11,62 км², з яких 8,24 км² — суходіл та 3,38 км² — водойми. В 2017 році площа становила 12,20 км², з яких 8,24 км² — суходіл та 3,97 км² — водойми.

## Демографія
Згідно з переписом 2010 року, у переписній місцевості мешкали 1654 особи в 466 домогосподарствах у складі 302 родин. Густота населення становила 142 особи/км².  Було 581 помешкання (50/км²).
Расовий склад населення:
| - 62,2 % — білих - 32,5 % — чорних або афроамериканців - 0,5 % — корінних американців - 0,5 % — азіатів - 2,8 % — осіб інших рас |

До двох чи більше рас належало 1,6 %. Частка іспаномовних становила 10,5 % від усіх жителів.
За віковим діапазоном населення розподілялося таким чином: 14,6 % — особи молодші 18 років, 69,3 % — особи у віці 18—64 років, 16,1 % — особи у віці 65 років та старші. Медіана віку мешканця становила 38,0 року. На 100 осіб жіночої статі у переписній місцевості припадало 179,9 чоловіків;  на 100 жінок у віці від 18 років та старших — 198,5 чоловіків також старших 18 років.
Середній дохід на одне домашнє господарство  становив 47 442 долари США (медіана — 35 000), а середній дохід на одну сім'ю — 57 399 доларів (медіана — 46 250). За межею бідності перебувало 20,4 % осіб, у тому числі 26,7 % дітей у віці до 18 років та 17,1 % осіб у віці 65 років та старших.
Цивільне працевлаштоване населення становило 493 особи. Основні галузі зайнятості: освіта, охорона здоров'я та соціальна допомога — 29,8 %, публічна адміністрація — 12,8 %, виробництво — 12,0 %.